# آشیما بهلا
آشیما بهلا (زاده در ایالات آسام ، هند ) یک هنرپیشه هندی می باشد که در فیلم‌های هندی ، کانادایی ، تامیل و تلوگو دیده شده است. بهلا همچنین در تلویزیون به چشم آمده و نقش مهمی را در صابون هندی صدایم روشن شد بر عهده داشته
او در فیلم عشق زندگی است و بابا بازی کرده است.
در استار پلاس ترسیم نمود.  او در منفصل عرفان پاتان در برنامه تلویزیونی یک خیلدی یک حسینه نیز شرکت نمود.